# Catherine Bergeret-Amselek
Pour les articles homonymes, voir Bergeret et Amselek.
Catherine Bergeret-Amselek, née en 1954 à Paris, est une psychanalyste et une essayiste française.

## Biographie
Elle fait des études de psychologie clinique à l'université Paris-Diderot, où elle obtient son DESS en 1991. Psychanalyste, elle est membre de la Société de psychanalyse freudienne, où elle anime depuis 2008 un séminaire mensuel sur la clinique analytique de l'archaïque en question(s).
Elle est ancienne membre du Grenn (Groupe de Recherche et d'Étude sur la naissance et le nouveau-né) et membre de l'Association Bien-traitance, formation et recherches.

## Activités de recherches et éditoriales
Elle aborde des sujets comme la naissance, l'adolescence, la maternité, la ménopause, l’entrée en sénescence, la vieillesse, la mort… Ses travaux portent essentiellement sur les crises existentielles, celles provoquées par un événement-choc : deuils, divorce, séparation, rupture) ou lors d'un événement très heureux (réalisation d’un désir, grande intensité de bonheur), et surtout celles susceptibles de faire vaciller l'identité à chaque entrée dans un nouvel âge de la vie. Elle s’intéresse à ces moments de changements de cap, tels que l’adolescence, la parentalité naissante, la maturescence (mitan de la vie), la sénescence. Ce sont des périodes critiques, car elles augmentent la vulnérabilité en même temps qu’elles offrent une occasion de grandir, cela jusqu’au terme de la vie. Ce sont aussi des moments propices pour entreprendre ou poursuivre un travail analytique, même tard dans la vie (après 70 ans),,.
Son premier livre Le mystère des mères, préfacé par Joyce McDougall, publié en 1996, rend compte de son expérience clinique en périnatalité, avec de futures mères et de futurs pères, ainsi qu’avec des femmes « voulant un enfant » et dont l’infertilité peut s’avérer énigmatique. Elle a élargi le concept original de « maternalité » et créé d'autre part le concept de « maternalité à vide ».
Elle a travaillé sur les crises d’identité féminines, apportant des idées novatrices sur la féminité. Elle a publié en 2005 La Femme en crise qui décrypte la crise du milieu de la vie des femmes traversé par la ménopause.
Dans son ouvrage La vie à l’épreuve du temps, publié en 2009, elle rend compte de sa clinique avec des sujets entre 65 et 90 ans.

### Colloques
Depuis 1999, elle a organisé sept colloques sur les âges de la vie qui ont donné lieu à la publication d’ouvrages collectifs sous sa direction : Devenir parent en l’an 2000, préfacé par Bernard Kouchner (Éditions DDB), Naitre et grandir… autrement, préfacé par Bernard This (DDB éditions), De l’âge de raison à l’adolescence, quelle turbulences à découvrir ?, préfacé par Claire Brisset, Défenseure des enfants, La Cause des aînés : pour vieillir autrement… et mieux, préfacé par Geneviève Laroque (DDB), L'avancée en âge, un art de vivre, préfacé par Jean Bégoin (édition Erès), Vivre ensemble, jeunes et vieux, un défi à relever, préfacé par Philippe Porret (éditions Erès), Et si Alzheimer(s) et Autisme(s) avaient un lien?, préfacé par le professeur Bernard Golse. Son dernier  colloque s’est tenu en octobre 2017 à la Faculté de médecine à Paris.

## Vie privée
Elle est l'épouse du psychanalyste Alain Amselek.

## Publications
- Le Mystère des mères, Desclée de Brouwer, 1996, 175 p. (ISBN 978-2-220-03883-4)Préface de Joyce McDougall, (nouvelle édition en 2005)
- Devenir Parent en l'an 2000, Éditions Desclée de Brouwer, 1999 (ISBN 978-2-220-04620-4, OCLC 466627929)ouvrage collectif, préface de Bernard Kouchner
- Naître et grandir autrement, Préface de Bernard This (Ouvrage Collectif paru en 2002) aux Éditions Desclée de Brouwer, 335 p. (OCLC 469092186)
- De l'âge de raison à l'adolescence : Quelles turbulences à découvrir ?, Préface de Claire Brisset (Ouvrage Collectif paru en 2004) aux Éditions Érès, 270 p. (OCLC 469296572)
- La Femme en crise ou la ménopause dans tous ses éclats (2005) aux Éditions Desclée de Brouwer  (ISBN 9782220055800) (nouvelle édition en 2008)
- La Vie à l'épreuve du Temps (2009) aux Éditions Desclée de Brouwer  (ISBN 9782220061139)
- La bien-traitance au soir de la vie, livre collectif sous la direction de Danielle Rapoport, éditions Belin, 2009  (ISBN 978-2-7011-4921-9)
- La Cause des aînés, livre collectif sous sa direction, préface de Geneviève Laroque, éditions Desclée de Brouwer, Paris 2010  (ISBN 9782220062402)
- La réponse de la science médicale au devenir vieux, livre collectif sous la direction de Sanni Yaya, Presses de l'Université de Laval, Canada, 2012
- Ruptures , livre collectif sous la direction de René Frydman et Muriel Flis-Trèves, PUF, 2012
- Préface au recueil de poèmes L'ami sincère de Cécile Gaultier, éditions Jacques Flament, Paris, 2013 (OCLC 843363376)
- Les théâtres de Joyce McDougall, collectif sous la direction de Sander Kirsch et Jacques Van Wynsberghe, coauteurs: Alain Amselek, Catherine Bergeret-Amselek, Danièle Deschamps, Nathalie Dumet, Philippe Porret, éditions Erès, 2013.  (ISBN 978-2-7492-3712-1)
- L'avancée en âge, un art de vivre, collectif sous la direction de Catherine Bergeret-Amselek, préface de Jean Bégoin, éditions Erès, 2013,  (ISBN 978-2-7492-3803-6)
- L'identité à l'épreuve du temps, revue de la Société de psychanalyse freudienne, novembre 2013, éditions Campagne-Première.
- Vivre ensemble, jeunes et vieux, un défi à relever, livre collectif sous la direction de Catherine Bergeret-Amselek, préfacé par Philippe Porret, éditions Erès, 2015  (ISBN 978-2-7492-4908-7)
- Et si Alzheimer(s) et Autisme(s) avaient un lien ?, livre collectif sous la direction de  Catherine Bergeret-Amselek, préfacé par Bernard Golse, éditions Erès, 2018  (ISBN 978-2-7492-5755-6)
- Des psychanalystes aux fourneaux, livre collectif, éditions Campagne-Première, Paris 2019  (ISBN 978-2-37206-053-0)